# Acrocephalus syrinx
Acrocephalus syrinx là một loài chim trong họ Acrocephalidae.